# Ditassa fontellae
Ditassa fontellae är en oleanderväxtart som beskrevs av N. Marquete Ferreira da Silva och M. da C. Valente. Ditassa fontellae ingår i släktet Ditassa och familjen oleanderväxter. Inga underarter finns listade i Catalogue of Life.